# Dongtang (köpinghuvudort i Kina, Hunan Sheng, lat 28,78, long 112,97)
Dongtang (kinesiska: 东塘, 东塘镇) är en köpinghuvudort i Kina. Den ligger i provinsen Hunan, i den södra delen av landet, omkring 65 kilometer norr om provinshuvudstaden Changsha. Antalet invånare är 26 534. Befolkningen består av 12 609 kvinnor och 13 925 män. Barn under 15 år utgör 17,0 %, vuxna 15-64 år 73 %, och äldre över 65 år 9,0 %.
Runt Dongtang är det tätbefolkat, med 369 invånare per kvadratkilometer. Närmaste större samhälle är Miluo Chengguanzhen, 10,1 km öster om Dongtang. Trakten runt Dongtang består till största delen av jordbruksmark.
Genomsnittlig årsnederbörd är 1 879 millimeter. Den regnigaste månaden är maj, med i genomsnitt 312 mm nederbörd, och den torraste är oktober, med 57 mm nederbörd.